# Informationslebenszyklusmanagement
Informationslebenszyklusmanagement (ILM, englisch information lifecycle management) umfasst Strategien, Methoden und Anwendungen, um Information automatisiert entsprechend ihrem Wert und ihrer Nutzung optimal auf dem jeweils kostengünstigsten Speichermedium bereitzustellen, zu erschließen und langfristig sicher aufzubewahren.
Der Begriff stammt aus den USA und wurde von verschiedenen Speichersystemanbietern 2003 als Marketing-Schlagwort auserkoren. Verschiedentlich und in anderer Bedeutung wurde der Begriff bereits in den 1990er Jahren benutzt. Der Begriff bildet sich aus den Komponenten „Information“, „Lifecycle“ (engl. für Lebenszyklus; zusammengezogen aus life cycle, um ein dreibuchstabiges Akronym bilden zu können) und „Management“ im Sinne der Verwaltung, Handhabung und Kontrolle von Informationen in einem Informationssystem.

## Definition
ILM beschreibt eine Speicherstrategie. Ziel dieser Strategie ist die Speicherung von Informationen entsprechend ihrem Wert auf dem jeweils günstigsten Speichermedium einschließlich der Regeln und Prozesse, wie Information auf die geeigneten Speichermedien verschoben wird. Die Steuerungsmechanismen der Verwaltung und der Speicherung orientieren sich an Wichtigkeit, Wertigkeit und Kosten der elektronischen Information. Hierfür wird eine Klassifizierung der Daten, Quellen und Speichersysteme vorgenommen, die innerhalb einer Speicherhierarchie die automatisierte Bereitstellung erlauben.
Der Herstellerverband für Speichersystemlösungen SNIA definiert ILM wie folgt:
- ILM Vision: A new set of management practices based on aligning the business value of information to the most appropriate and cost effective infrastructure.
- ILM Definition: Information Lifecycle Management is compromised of the policies, processes, practices, and tools used to align the business value of information with the most appropriate and cost effective IT infrastructure from the time information is conceived through its final disposition. Information is aligned with business processes through management policies and service levels associated with applications, metadata, information, and data[1].

## Funktionen von ILM-Lösungen
Um diese Anwenderanforderungen erfüllen zu können, benötigen ILM-Lösungen eine Vielzahl von Funktionen. Diese Funktionen sind in einzelnen Komponenten zusammengefasst. Die Komponenten wiederum bilden ein geschlossenes Rahmenwerk, um alle Anforderungen an ILM integrativ abdecken zu können. Zu den wichtigsten Komponenten von ILM gehören:
- Erfassung: Subsysteme und Software zur Erfassung, Aufbereitung, Verarbeitung, Indexierung und Ordnung unterschiedlichster Formen von Informationen
- Verwaltung von Dokumenten, Content und Media Assets: Software zur kontrollierten Erstellung, Verwaltung, Publikation und Verteilung von Information
- Speicherung: Subsysteme zur optimierten Speicherung beliebiger Typen von Information mit Unterstützung unterschiedlichster Hardware, softwaregestützter Verdrängungsstrategien, verteilter Umgebungen und Nutzbarkeit durch alle Anwendungen in einem System
- Zugriff und Verwaltung: datenbankgestützte Registratur-, Dokumenten-, Metadaten- und Indexverwaltung für den geordneten, schnellen Zugriff auf die gespeicherte Information
- Prozessunterstützung: Workflow- und Business-Process-Management-Software zur Bereitstellung, Zusammenführung und Kontrolle von Information und zur Steuerung der Speicherprozesse
- Langzeitarchivierung: Subsysteme zur unveränderbaren, langzeitigen elektronischen Archivierung entsprechend rechtlichen und regulativen Anforderungen

Durch das Zusammenspiel der verschiedenen Komponenten wird der gesamte Lebenszyklus der Information von ihrer Entstehung bis zur Aussonderung unterstützt.